# Свейнар, Ян
Ян Све́йнар (чеш. Jan Švejnar (Шве́йнар), англ. Jan Svejnar, род. 2 октября 1952 года, Прага, Чехословакия) — чешско-американский экономист, советник по экономике (в 1994—2002) президента Чехии Вацлава Гавела, кандидат в Президенты Чехии на выборах в 2008 году.
В настоящее время является директором Центра международной политики при Школе государственной политики имени Джеральда Р. Форда Мичиганского университета, Профессором бизнес-администрирования имени Эверетта Берга (Everett E. Berg Professor of Business Administration) и профессором экономики и государственной политики в Бизнес-школе имени С.Росса Мичиганского университета. Одновременно как один из основателей остаётся Председателем пражского CERGE-EI.
Председатель Наблюдательного совета банка ČSOB. Соредактор журнала «Economics of Transition».

## Биография

### Образование
Ян Свейнар (по-чешски Швейнар) в 1970 году покинул Чехословакию и переехал в США, где в 1974 году получил степень бакалавра (со специализацией в промышленных и трудовых отношениях) в Корнеллском университете. В дальнейшем окончил магистратуру (1976) и защитил докторскую диссертацию по экономике (1979) в Принстонском университете.

### Преподавательская и научная деятельность
С 1978 по 1987 год работает в Корнеллском университете (сначала преподавателем (assistant professor) — до 1983 года, а затем доцентом (associate professor) по экономике и промышленным и трудовым отношениям). В 1983—1984 годах был в научной стажировке в Бельгии в известном Центре по исследованию операций и эконометрике (CORE) Католического университета Лувена (Universite Catholique de Louvain).
С 1987 по 1996 год преподавёт в Университете Питтсбурга: сначала как простой профессор экономики, а с 1993 года — в качестве Почётного профессора экономики (Distinguished Service Professor of Economics).
В 1991 году основал, вместе с Йозефом Зиеленецем, CERGE-EI - центр для обучения нового поколения ученых-экономистов из пост-коммунистических стран.
С 1996 года работает в Мичиганском университете в Анн-Арборе. С момента прихода в университет до настоящего времени Ян Швейнар является Профессором бизнес-администрирования имени Эверетта Берга (англ. Everett E. Berg Professor of Business Administration) и профессором экономики бизнеса и государственной политики (англ. Professor of Business Economics and Public Policy)) в Бизнес-школе имени Стивена М. Росса и профессором экономики на экономическом факультете университета. С 1996 по 2004 год также являлся исполнительным директором Института Уильяма Дэвидсона Бизнес-школы Мичиганского университета.
С 2005 года также работает профессором по анализу государственной политики (англ. Professor of Public Policy Analysis) в Школе государственной политики имени Джеральда Р. Форда Мичиганского университета и руководит в должности директора Центром международной политики при школе.

### Участие в выборах президента Чехии
14 декабря 2007 года Ян Свейнар выставил свою кандидатуру на выборах президента Чешской республики по предложению 10 сенаторов чешского парламента. В трёх турах голосования (8, 9 и 15 февраля 2008 года) профессор Я. Свейнар боролся с действовавшим президентом Чехии Вацлавом Клаусом за голоса депутатов обеих палат чешского парламента. Лишь третий тур определил победителя: со 141 голосом против 111 (при необходимых 140) победил Вацлав Клаус.

### Личная жизнь
18 августа 1979 года женился на Кэтрин Террелл (англ. Katherine Terrell, род. 25.01.1950, †29.12.2009), которая в последние годы вплоть до скоропостижной кончины работала профессором в Бизнес-школе Мичиганского университета.
Дети: сын Дэниел и дочь Лаура.

## Научные исследования
Является членом Европейской экономической ассоциации, научным сотрудником лондонского «Центра исследований экономической политики» (CEPR) и боннского Института по исследованиям труда (IZA).